# Chatham Square
Chatham Square es una importante intersección en Chinatown, Manhattan, Nueva York. La plaza se ubica en la confuencia de ocho calles: el Bowery, Doyers Street, East Broadway, St. James Place, Mott Street, Oliver Street, Worth Street y Park Row. El pequeño parque en el centro de la plaza es conocido como Kimlau Square y Lin Ze Xu Square.

## Historia

Chatham Square en 1905

Chatham Square fue nombrado por William Pitt, 1er Earl de Chatham y Primer ministro de Gran Bretaña antes de la Revolución Americana. 'Pitt Street en el Lower East Side también está nombrada por él y Park Row fue antiguamente Chatham Street.
Hasta aproximadamente 1820, la plaza fue utilizada como un mercado al aire libre para bienes y ganado, principalmente caballos. Para mediados del siglo XIX, se convirtió en un centro para tiendas de tatuajes, flophouses y saloons, como una sección cercana al antiguo barrio de Five Points. En el siglo XX, luego de la Gran Depresión y la Prohibición, el área fue reformada.

## Memorial de Guerra Kimlau
El Arco Memorial Kimlau fue erigido en 1961 para conmemorar a miembros de las fuerzas armadas estadounidenses de ascendencia china que pelearon y murieron sirviendo a su país. El arco está nombrado en honor del Teniente Segundo Benjamin Ralph Kimlau, un comandante de aviación en el Ala Aérea Expedicionaria 380° y que fue derribado en una misión sobre la ISla Los Negros el 5 de marzo de 1944 durante la Segunda Guerra Mundial. El memorial fue diseñado por Poy Gum Lee y lleva escritura china por el caligrafista y poeta Yu Youren (于右任). La Comisión para la Preservación de Monumentos Históricos de Nueva York declaró el memorial como un monumento en junio del 2021.
Hay también una estatua de bronce de Lin Zexu en la plaza, esculpida por Li Wei-Si.

## Transporte
La estación Chatham Square era una estación importante en las líneas elevadas de la tercera y la segunda avenida del Metro de Nueva York. EStas líneas cerraron en 1942 y 1955 respectivamente, en anticipación de ser reemplazadas por la Línea de la Segunda Avenida, que fue pospuesta repetidamente. La fase 1 de la línea de la Segunda Avenida en el Upper East Side abrió en el 2017. Una nueva estación esta propuesta para Chatham Square como parte de la fase 4, sin embargo hasta 2016 no se había dado ningún plazo ni presupuesto.

## Galería

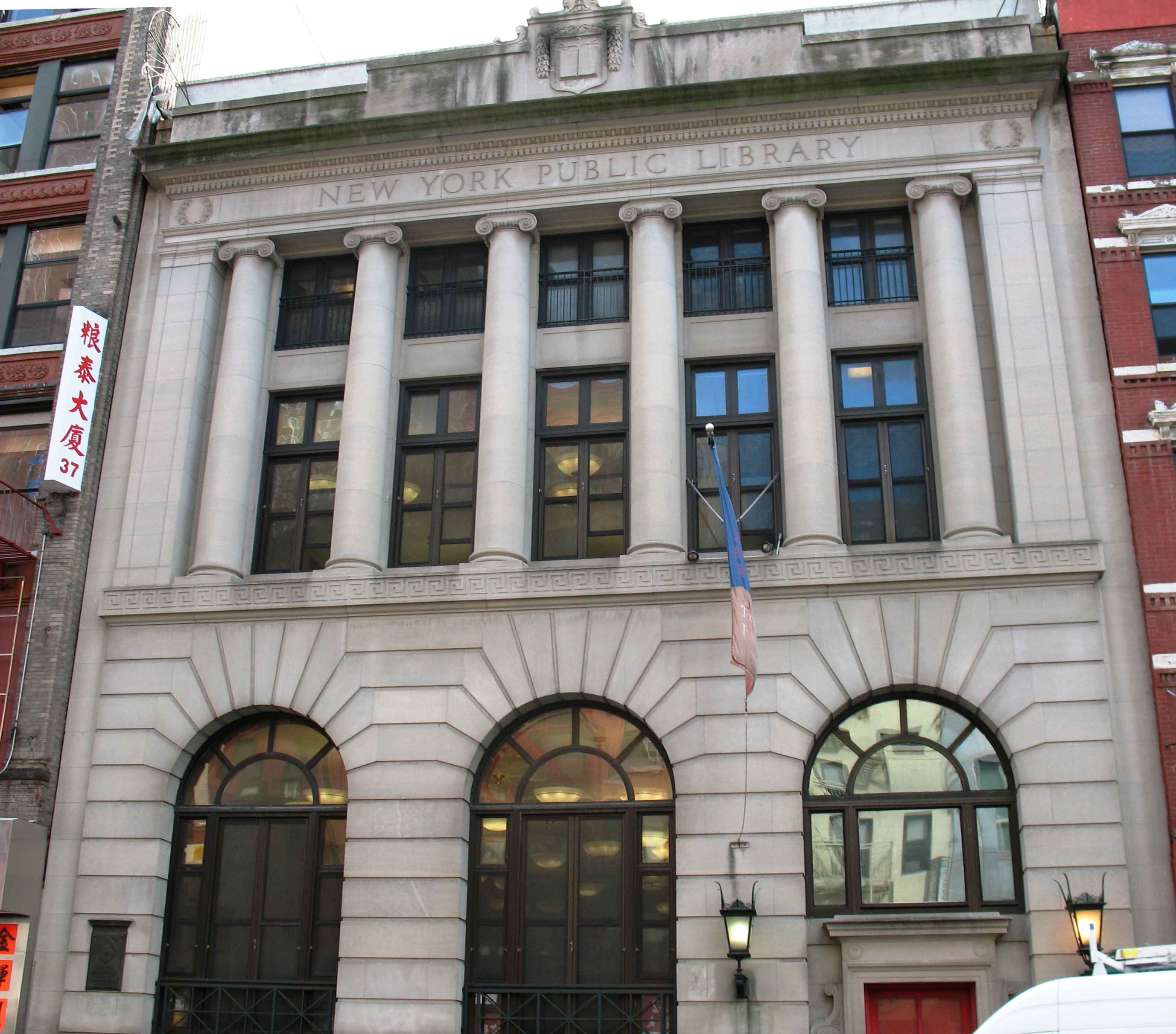
La oficina de la Biblioteca Pública de Nueva York en Chatham Square.
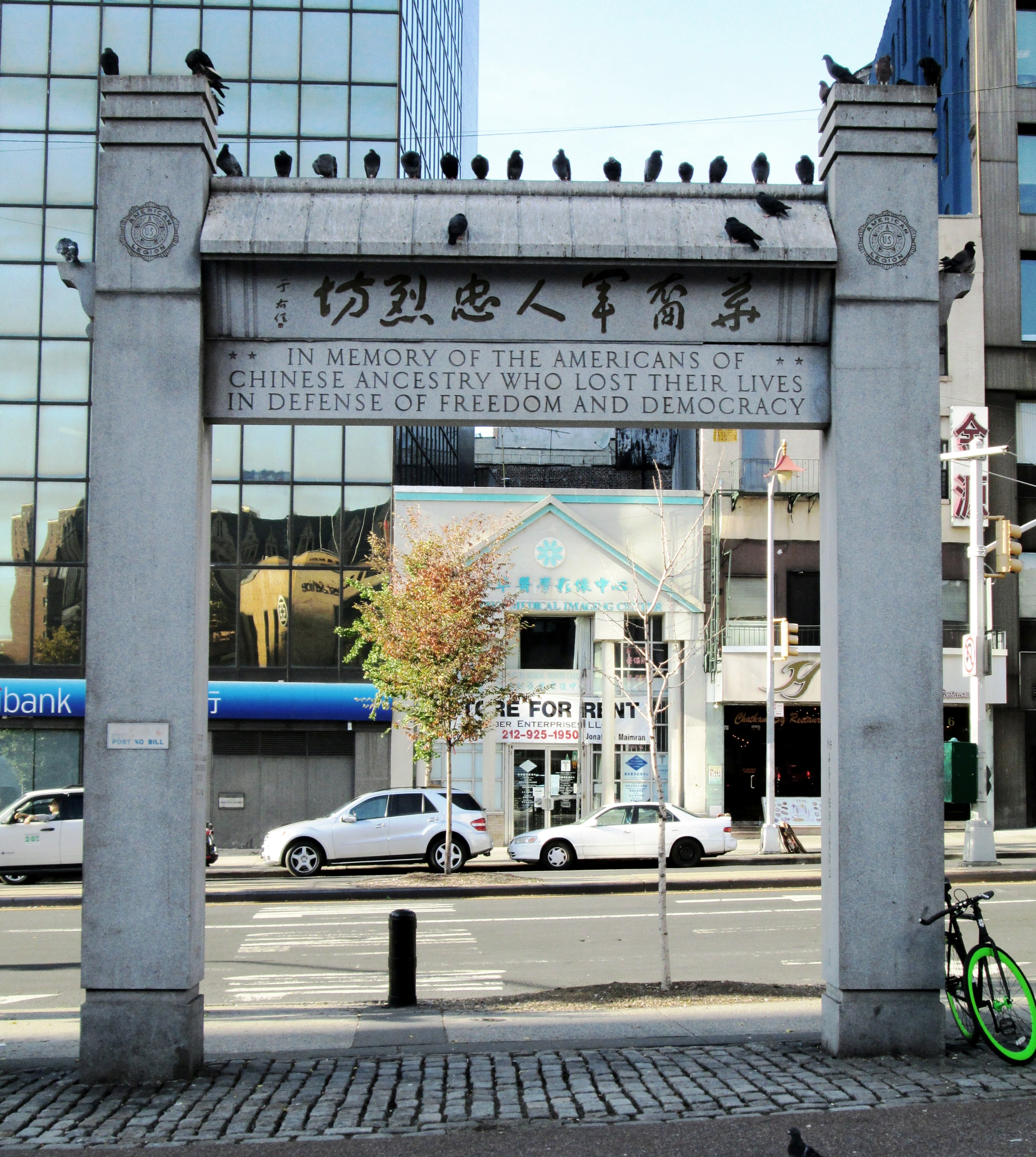
El Arco Memorial Kimlau conmemora a aquellos descendientes chinos que pelearon y murieron por los Estados Unidos
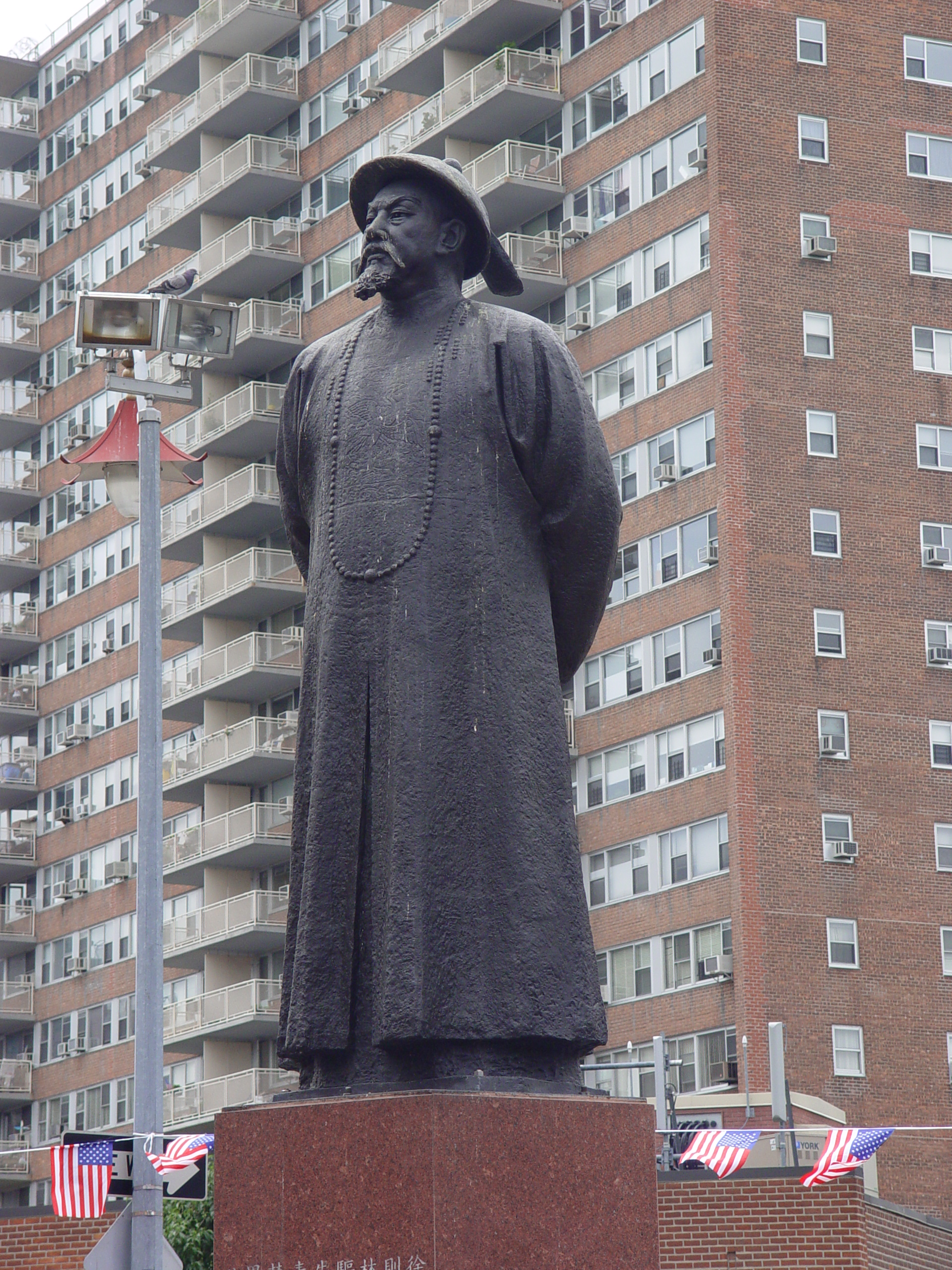
Estatua de Lin Zexu